# Gloria Koussihouèdé
Gloria Koussihouèdé est une nageuse béninoise née le 4 avril 1989 à Porto-Novo.

## Biographie

### Enfance et formation
Elle est née à Porto-Novo.

### Carrière
Elle représente le Bénin aux Jeux olympiques de 2004.
Lors des Jeux olympiques de 2008, elle est éliminée au premier tour. D'après La Nouvelle Tribune, cela serait dû à un manque de préparation.